# Ludwig-Hoffmann-Brücke
Die Ludwig-Hoffmann-Brücke (ⓘ) ist eine Straßenbrücke im Berliner Ortsteil Moabit des Bezirks Mitte. Sie führt die Beusselstraße über den Westhafenkanal. Ein erster Brückenbau wurde 1939 in Betrieb genommen. Das aktuelle Bauwerk wurde 2010 eingeweiht.

## Lage
Die Brücke befindet sich zwischen der Mörschbrücke und der Südlichen Seestraßenbrücke. Sie verbindet, zusammen mit der nördlich unmittelbar angeschlossenen Goerdelerdamm-Brücke, die Ortsteile Charlottenburg-Nord und Moabit über den Westhafenkanal hinweg und bildet den baulichen Abschluss zum Hafenbecken I. Sie ist von der Anschlussstelle Beusselstraße der A 100 erreichbar.

## Geschichte
Eine erste Brückenquerung entstand 1930–1939 im Zusammenhang mit dem Ausbau des Westhafens als Lagerplatz und Frachthafen für das wachsende Berlin. Die Brücke wurde nach der über sie führenden Straße als Königsdammbrücke bezeichnet. Im Zusammenhang mit der Umbenennung der Straße in Heckerdamm hieß die Brücke bis zu ihrer Reparatur nach dem Krieg Heckerbrücke.
Nach Beschädigungen im Zweiten Weltkrieg erfolgte 1953 eine Erneuerung. Bei der Wiedereinweihung am 2. November 1953 erhielt sie den Namen des Berliner Stadtbaurats Ludwig Hoffmann.
Im Jahr 1995 wurde ein Neubau ausgeschrieben, weil die Brücke eine größere Durchfahrtshöhe benötigte, um den zweilagigen Schiffscontainertransport zu ermöglichen. Außerdem wurde gleichzeitig der Kanal im Rahmen des Verkehrsprojekts Deutsche Einheit Nummer 17 verbreitert und vertieft. Der Berliner Senat vergab den Auftrag für die Brückenplanung an die Firma Krebs+Kiefer, die ihn in drei Planungsabschnitte gliederte. Für die Objekt-, Tragwerks- und Ausführungsplanung war die Berliner Gesellschaft Klähne Ingenieure zuständig. Mit dem Bau durch das Unternehmen Strabag konnte im September 2008 begonnen werden. Die Wasser- und Schifffahrtsverwaltung des Bundes, vertreten durch das Wasserstraßen-Neubauamt Berlin verantwortete die wasserbaulichen Maßnahmen. Bis zum Mai 2009 war die westliche Hälfte des neuen Bauwerks fertiggestellt, wofür die Trasse der Beusselstraße verschwenkt wurde. Der östliche Brückenteil konnte am 26. November 2009 für den Verkehr freigegeben werden. Letzte Arbeiten zur Fertigstellung der Fuß- und Radwege dauerten bis in das Jahr 2010. Der Ersatzneubau der Brücke kostete fast sechs Millionen Euro, die aus dem Fonds für die Verkehrsprojekte Deutsche Einheit kamen.

## Weitere technische Daten
Die Brücke ist 34,24 Meter breit, davon zwischen den Geländerteilen 33,74 Meter. Es bleibt beiderseits ein Steg von 25 Zentimetern Überstand.
Das Verkehrsbauwerk ist eine Balkenbrücke aus Stahlbeton, die auf verklinkerten Widerlagern am Kanalufer ruht. Die aus dem Umbau des Jahres 1955 vorhandenen Widerlager wurden 2008 saniert, neu verankert, aufgestockt und danach weiter benutzt. Jeder der beiden Brückenüberbauten besteht aus sechs geschweißten Stahlträgern und einer Fahrbahnplatte aus Stahlbeton. Der westliche Überbau besitzt drei Autofahrstreifen, der östliche Überbau weist sogar vier Fahrstreifen auf. Beiderseits gibt es einen etwa zwei Meter breiten Fußweg und einen abgeteilten Fahrradweg.
Unter der Brücke verlaufen Rohre und Kabel für Wasser und Energie.